# Бенжамин-Констант-ду-Сул
Бенжамин-Констант-ду-Сул (порт. Benjamin Constant do Sul) — муниципалитет в Бразилии, входит в штат Риу-Гранди-ду-Сул. Составная часть мезорегиона Северо-запад штата Риу-Гранди-ду-Сул. Входит в экономико-статистический микрорегион Эрешин. Население составляет 2256 человек на 2007 год. Занимает площадь 132,396 км². Плотность населения — 18,6 чел./км².

## Статистика
- Валовой внутренний продукт на 2003 составляет 14.703.858,00 реалов (данные: Бразильский институт географии и статистики).
- Валовой внутренний продукт на душу населения на 2003 составляет 5.694,76 реалов (данные: Бразильский институт географии и статистики).
- Индекс развития человеческого потенциала на 2000 составляет 0,666 (данные: Программа развития ООН).